# Africanthion nudum
Africanthion nudum är en rundmaskart som beskrevs av John Inglis 1964. Africanthion nudum ingår i släktet Africanthion och familjen Enoplidae. Inga underarter finns listade i Catalogue of Life.